# Garczynski Nunatak
Il Garczynski Nunatak (in lingua inglese: Nunatak Garczynski) è un nunatak, picco roccioso isolato a forma di cono, il più alto di un gruppo di nunatak situati in prossimità del Monte Brecher, sul fianco settentrionale del Ghiacciaio Quonset, nel Wisconsin Range della catena dei Monti Horlick, nei Monti Transantartici, in Antartide.
Il nunatak è stato mappato dall'United States Geological Survey (USGS) sulla base di rilevazioni e foto aeree scattate dalla U.S. Navy nel periodo 1959-60.
La denominazione è stata assegnata dall'Advisory Committee on Antarctic Names (US-ACAN), in onore di Carl J. Garczynski, meteorologo che faceva parte del gruppo che ha trascorso l'inverno 1961 presso la Stazione Byrd.